# Wich'alē
Wich'alē är en ort i Etiopien.   Den ligger i regionen Amhara, i den centrala delen av landet, 290 km norr om huvudstaden Addis Abeba. Wich'alē ligger 1 828 meter över havet och antalet invånare är 6 811.
Terrängen runt Wich'alē är kuperad åt nordost, men åt sydväst är den bergig. Runt Wich'alē är det tätbefolkat, med 297 invånare per kvadratkilometer. Det finns inga andra samhällen i närheten. Trakten runt Wich'alē består till största delen av jordbruksmark.